# Mr. Bolter's Infatuation
Mr. Bolter's Infatuation è un cortometraggio muto del 1912 diretto da George D. Baker.

## Produzione
Il film fu prodotto dalla Vitagraph Company of America.

## Distribuzione
Distribuito dalla General Film Company, il film - un cortometraggio in una bobina - uscì nelle sale cinematografiche statunitensi il 22 marzo 1912.